# Poggio delle Rose
Poggio delle Rose  è una frazione di 124 abitanti del comune di Cermignano in provincia di Teramo, nella regione Abruzzo.

## Geografia fisica
È una località distante 2,79 km dal comune di appartenenza. Si trova a 506 metri sopra il livello del mare.

## Storia
Poggio delle Rose è un villaggio di origine medievale, che viene menzionato nel Catalogus Baronum (1150 ca.) come feudo tenuto da Guglielmo di Scorrano. Dal XVI secolo inizia il lungo insediamento della famiglia del barone di Scorrano Sigismondo De Sterlich nel quadrilatero di Scorrano, Cermignano, Montegualtieri  e Poggio delle Rose.

## Monumenti e luoghi d'interesse
Nel centro storico di Poggio delle Rose è presente la chiesa di San Martino, che presenta tre finestroni rappresentanti san Gabriele dell'Addolorata, sant'Eurosia e san Martino. Vi si trova pure un monumento ai caduti della Prima e della Seconda Guerra Mondiale.  

## Società

### Tradizioni e folclore
A metà luglio si svolge la sagra delle Cantine, festa e fiera meglio conosciuta come Cantinando.